# Setright (билетный аппарат)

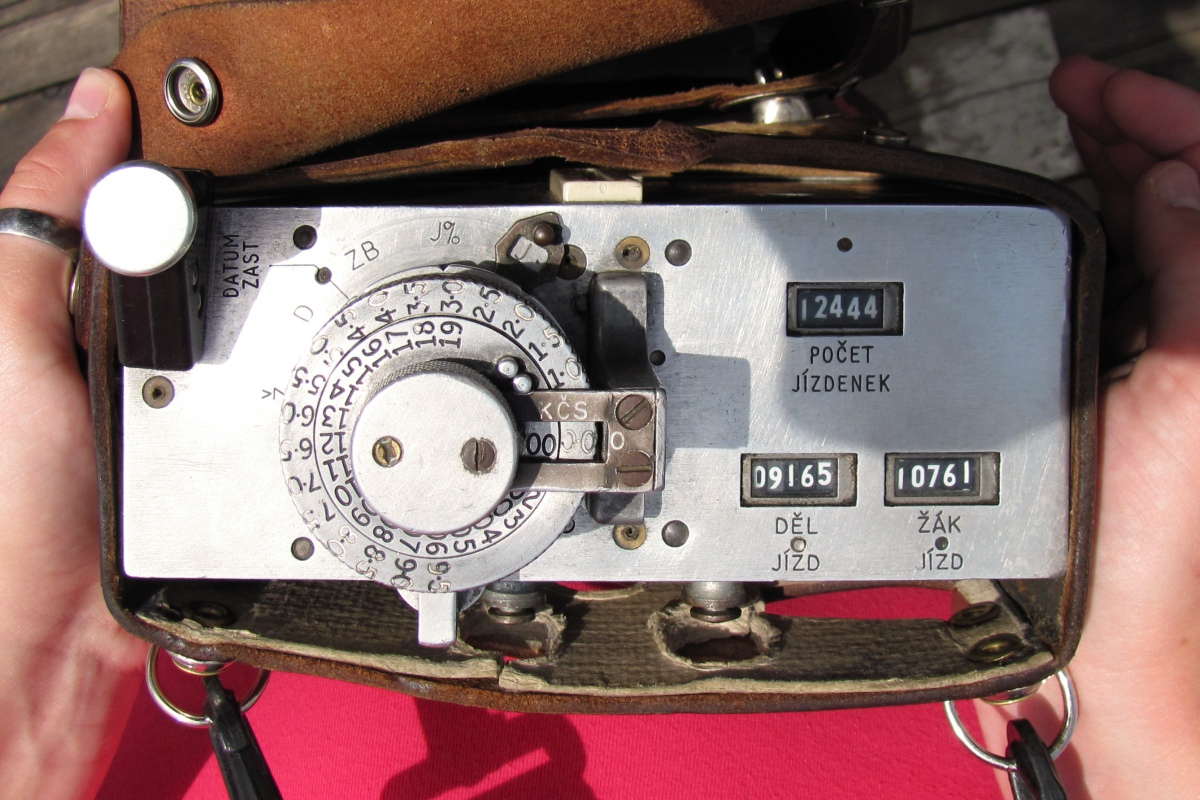
Билетный аппарат Setright

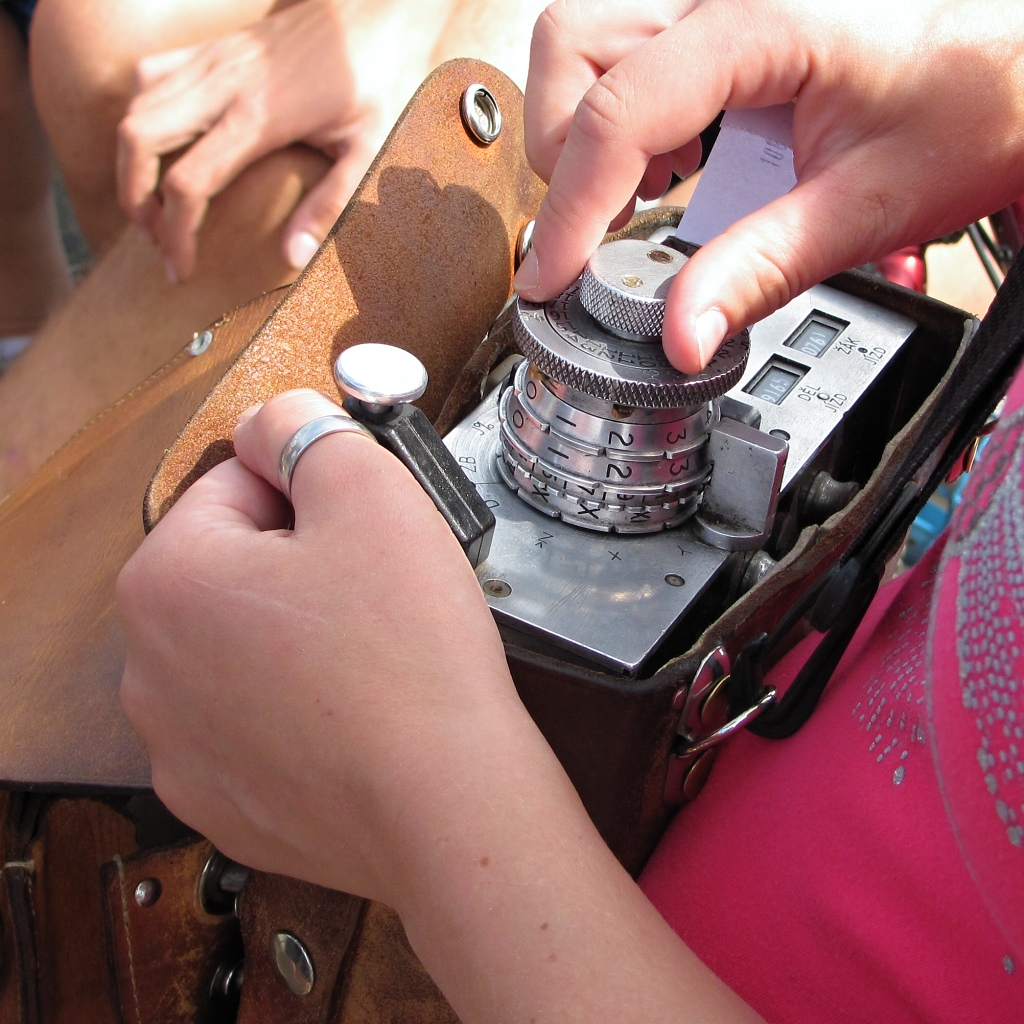
После выбора стоимости проезда при помощи поворота ручки, билет будет напечатан на бумажной ленте, после чего напечатанный билет можно оторвать.

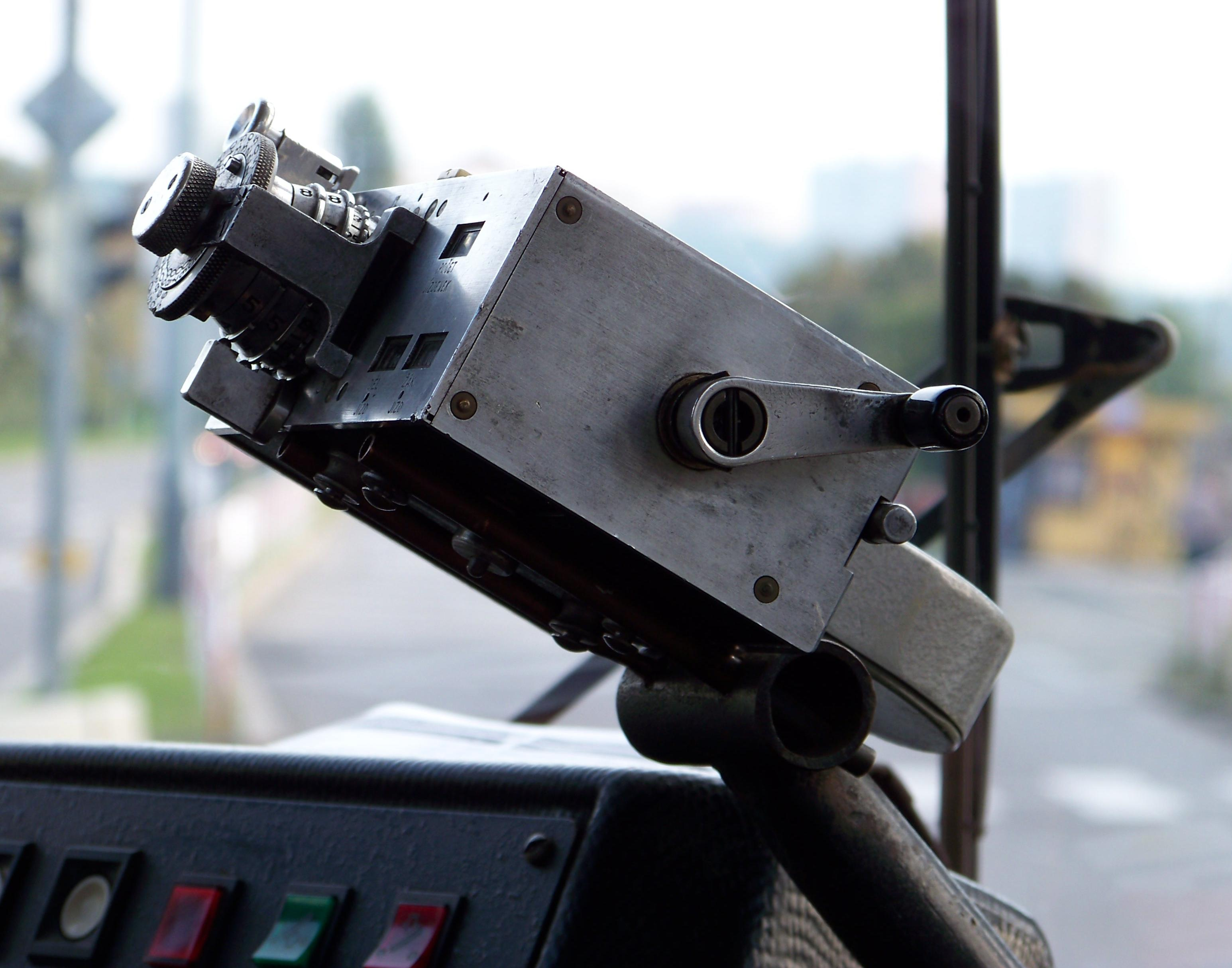
Билетный аппарат в автобусе Ikarus 280.10

Билетный аппарат Setright - механическое печатное устройство для печати и выдачи проездных билетов водителем или кондуктором, позволяющее автоматически производить подсчёт суммы полученных денег и проданных билетов.
Данные аппараты получили распространение в Великобритании, ЧССР и ГДР. В Чехословакии аппараты Setright массово использовались для выдачи билетов водителями пригородных и междугородных автобусов ČSAD. Использовались также на водных перевозках (на Влтаве, на Свратке) а местами и для входных билетов.
В 90-х годах 20 века данные аппараты повсеместно были заменены электронными терминалами.

## Разработка
Изобретатель и конструктор Генри Рой Сетрайт получил в Англии патент под названием "Trambus machine" в 1922 году. Около 1932 года начала производиться версия SMA (speed machine, typ A).
В 1940-х годах компания Setright Registers Ltd. начала производить аппараты типов LRD и SRD в варианте "insert ticket machine", которые не содержали бумажную ленту, а печатали информацию на вложенном билете, то есть функционировали как маркировочное устройство.
Около 1948 года начал производиться тип SMB Mk I, а в 1965 году - тип SMB Mk II. Оба этих типа печатали билеты на бумажной ленте из рулона, но могли также печатать и на вложенном билете-карточке. Более поздняя версия SMB Mk III/Mk IIe обладала большим количеством пластмассовых деталей, была менее надёжна, а также имела другой механизм выбора тарифа.
Позднее был разработан тип SMD, который был похож на билетные аппараты Almex. Ручка при выдаче билетов поворачивалась не на полный оборот, а только на 90°.

## Эксплуатация
Чехословакия (ČSAD) и ГДР (Kraftverkehr) являлись главными пользователями аппаратов Setright, ими обслуживалась практически вся автобусная сеть.
В Великобритании аппараты использовались компаниями Walsall и the Birmingham and Midland Motor Omnibus Company (BMMO), известной под названием Midland Red. Эти компании обслуживали достаточно длинные маршруты, и поэтому стоимость проезда была высокой. BMMO использовала розовую бумагу, Walsall - белую. Аппараты Setright были надёжнее и практичнее, нежели продукция конкурирующего бренда Ultimates.

## Использование в ЧССР

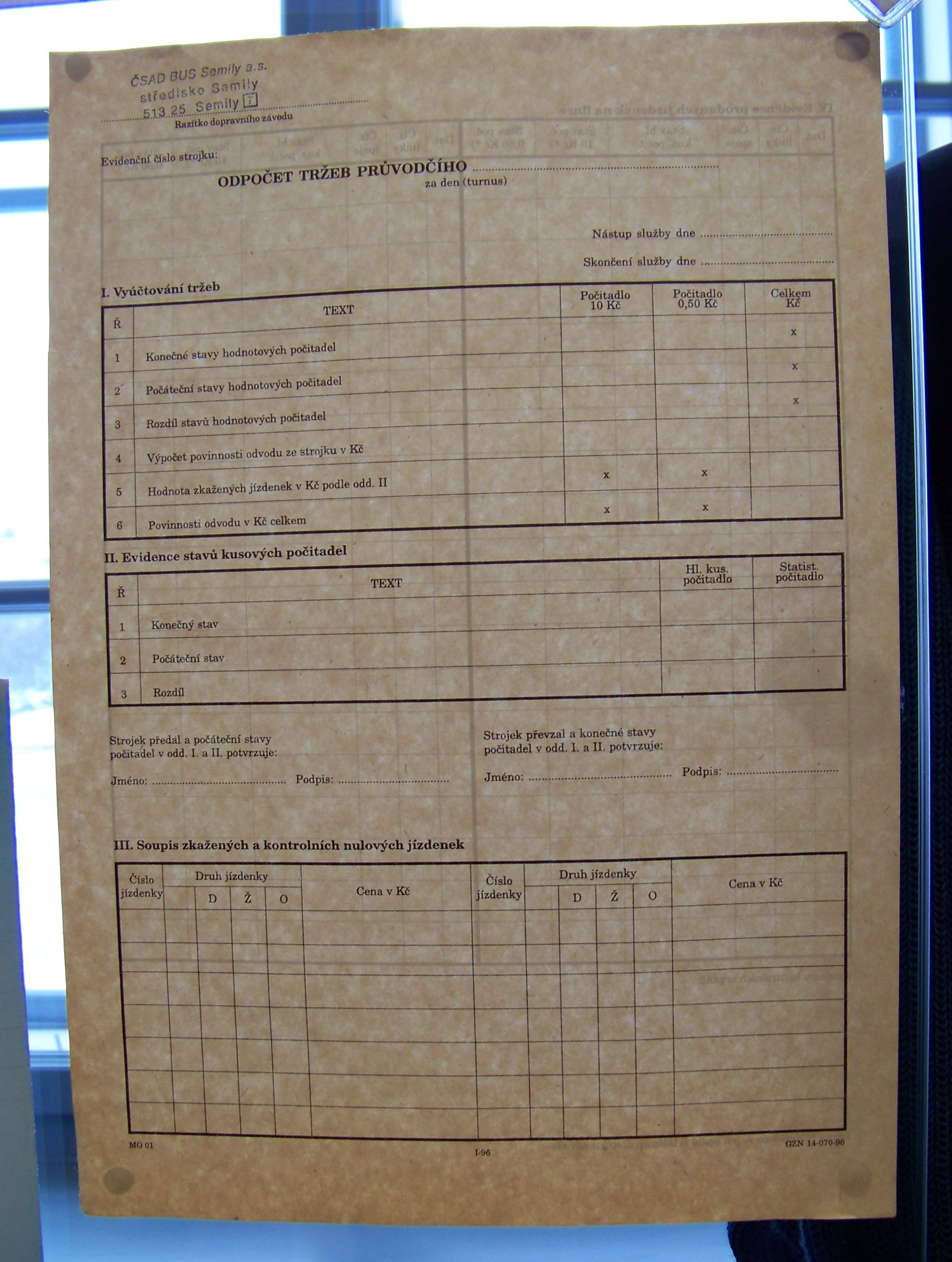
Бланк для отчёта по аппарату Setright

ČSAD начала использовать устройства SMB Mk II в 1967–1968 годах. В 1980-х годах при помощи этих аппаратов происходило обилечивание практически во всех автобусах ČSAD, за исключением городских маршрутов. Поставки происходили до середины 1990-х годов. В Словакии использовались также и модернизированные устройства SMB Mk I, приобретённые в ГДР.
Начиная с 1994 года, в автобусы начали устанавливать электронные терминалы выдачи билетов. Использование аппаратов Setright в фирмах, образованных из ЧСАД, а также и у других перевозчиков, купивших данные устройства, продолжалось вплоть до начала 21 века. Одной из причин, которые обусловили окончание эксплуатации этих аппаратов, стало принятие новых требований к проездным билетам, которым Setright уже не могли соответствовать.
Цена аппаратов при первых чехословацких закупках составляла 3500 Kčs, в последних чешских закупках составляла 15 000 Kč.
Устройство было установлено перед водителем на стойке в рабочем положении. Кроме того, можно было его носить на шее при помощи ремня.
Обычно билеты печатались на бумажной ленте. Некоторые перевозчики использовали белую бумагу, другие - бумагу других цветов (синий, зелёный, жёлтый, розовый), но всегда чистую и без водяных знаков. Если было куплено несколько билетов одним пассажиром (к примеру, для багажа), вся полоса была неразрывной до последнего билета. Некоторые водители выдавали вместо нескольких билетов один (с общей суммой стоимости), что было запрещено правилами, но на практике не имело значения. Специальные временные недельные и месячные проездные билеты билеты для студентов и рабочих выдавались следующим образом: водитель брал заранее заготовленную карточку, и на её нижнюю часть наносил аппаратом данные об оплате. Устройство было оборудовано компостером, что позволяло отмечать проезд на временных билетах в последующие дни. Аппарат имел механический привод с ручным вращением рукоятки.
Билет содержал следующие данные:

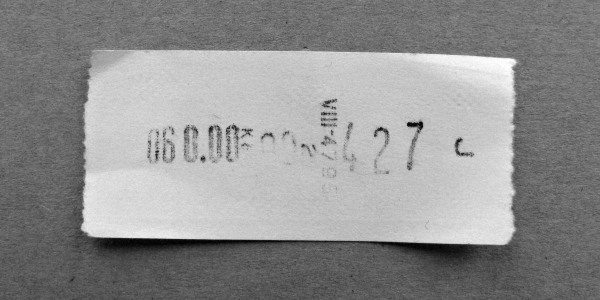
Билет из аппарата Setright

- Стоимость проезда - три цифры до точки - кроны, две цифры после точки - геллеры. За ними следовала повёрнутая на 90° надпись "Kčs". Цену можно было менять от 0,50 до 199,50 крон.
- Номер начальной остановки из двух цифр. Большинство водителей этот номер не указывало, поэтому число на билете являлось случайным. На билетах не было указано ни каких-либо данных о маршруте или пункте назначения, ни о километраже.
- Отметка о дате в виде повёрнутой на 90° надписи: день месяца (арабскими цифрами) и месяц (римскими цифрами). Год на билетах не был указан.
- Крупным шрифтом порядковый номер билета из трёх цифр. После выдачи 1000 билетов отсчёт начинался сначала.
- Три-пять малых цифр указывали серийный номер аппарата. У большинства старых аппаратов (примерно до № 8850) этот номер указывался рядом с данными о месяце.
- Справа была отметка, характеризовавшая тип билета: J - полный тариф (plné jízdné), J% - половинный тариф (poloviční jízdné), ZB - багаж (zavazadlo), X - праздничный тариф, D - тариф для рабочих (dělnické jízdné), Ž - студенческий тариф (žákovské jízdné), Y - не использовалось (в ČSAD Plzeň обозначался штраф).
- Сверху билета была надпись Č. S. A. D. (по английским правилам - с точками). На рубеже 1980-х - 1990-х годов стала указываться отметка о филиале ЧСАД (к примеру, ČSAD NP DZ 512) или другой компании-перевозчика.

Британская версия также наносила отметку "In" или "Out", обозначавшую направление маршрута.
Механический счётчик аппарата подсчитывал общее число билетов, число билетов для рабочих, число билетов для студентов, число нулевых билетов, число десятков крон и число половин крон. На каждой конечной водитель был обязан записать данные всех счётчиков в отчёт. Двойной счётчик, вероятно, был обусловлен тем, что в британских условиях производился подсчёт отдельно пенсов и шиллингов.

## Внешние ссылки
- Ticket Machine Website
- Kde se točí lístky…, Společnost pro veřejnou dopravu, Michal Lošťák, leden–březen 2008, aktualizace 8. 3. 2008
- Bus ticket machines (недоступная ссылка), Buses-Ireland, 28. 5. 2005, галерея аппаратов, использовавшихся в Ирландии.